# Succinato deidrogenasi (ubichinone)
La succinato deidrogenasi (ubichinone) (o complesso II o complesso della succinato deidrogenasi) è un complesso enzimatico situato nella  membrana mitocondriale interna, che catalizza la seguente reazione:
succinato + ubichinone ⇄ fumarato + ubichinolo
È un enzima chiave del ciclo di Krebs ed è l'unico di questo ciclo ad essere legato ad una membrana. Si trova in molti organismi aerobici ed anaerobici, incluso Escherichia coli.

## Struttura e funzione
La succinato deidrogenasi è una flavoproteina (FAD) contenente cluster ferro-zolfo ed è costituita da un eterotetramero diviso in tre subunità:
- SdhA, il dominio catalitico;
- SdhB, la subunità per il trasferimento di elettroni;
- SdhCD, la ancora di membrana dimerica, che contiene eme di tipo b, la cui funzione non è ancora completamente chiara.

Il dominio SdhA contiene il cofattore FAD, legato covalentemente ad un residuo conservato di istidina, che è il sito in cui il succinato viene ossidato in fumarato. Questo causa la riduzione del FAD in FADH2. Il complesso può essere degradato ad ottenere la sola subunità SdhA, che mantiene l'attività catalitica, ma non è più in grado di interagire con l'ubichinone.
La subunità per il trasferimento di elettroni (SdhB) contiene un cluster [2Fe-4S], uno [4Fe-4S] ed uno [3Fe-4S], che favoriscono il passaggio di elettroni dall'SdhA al dominio di membrana.
Questi elettroni vengono indirizzati, per la riduzione di una molecola di ubichinone, su un sito legante chinone collocato nel dimero SdhCD.
La riduzione del chinone è un processo a due elettroni e richiede la formazione di un intermedio, il radicale ubisemichinone.
La risultante molecola di ubichinolo viene rilasciata, libera di diffondersi attraverso la membrana cellulare e di interagire con i successivi enzimi della respirazione cellulare.

## Punti di contatto tra Ciclo di Krebs e catena respiratoria
Il complesso II è chiamato succinato-CoQ riduttasi perché gli elettroni che giungono al CoQ dal FADH2 provengono dalla ossidazione dell'acido succinico. Il complesso 2 è un punto di contatto tra ciclo di Krebs e catena respiratoria; infatti contiene l'enzima della tappa nº 6 del ciclo di Krebs, che ossida l'acido succinico ad acido fumarico con la contemporanea riduzione del FAD a FADH2. Il FADH2 viene subito riossidato a FAD senza lasciare il complesso, e trasferisce i suoi elettroni a centri Fe-S che a loro volta riducono il CoQ.
Questo è il punto d'ingresso nella catena respiratoria di tutte le molecole di FADH2 , anche di quelle provenienti da altre fonti.
Il complesso II non è una pompa protonica, cioè non è in grado di trasferire protoni dalla matrice allo spazio intermembrana a causa della troppo piccola variazione di energia libera generata dal trasferimento di elettroni dal FADH2 al CoQ.
Per questo gli elettroni immessi dal FADH2 nella catena respiratoria portano alla formazione di 2 sole molecole di ATP contro le 3 generate quando gli elettroni provengono dall'ossidazione del NADH che arrivano al CoQ attraverso il complesso 1.

## Ricerca
Gli studi sulla succinato deidrogenasi sono all'avanguardia nel campo della bioenergetica, per il ruolo cruciale dell'enzima nel metabolismo cellulare.
Joel Weiner, professore presso l'Università dell'Alberta, in Canada, è il maggior esperto mondiale di succinato deidrogenasi e di bioenergetica in generale. Negli ultimi 15 anni molte scoperte chiave, che hanno avuto luogo presso il suo laboratorio, hanno contribuito alla comprensione delle funzioni di questo enzima e delle malattie associate al suo cattivo funzionamento.

## Malattie legate alla succinato deidrogenasi
Le malattie legate alla funzionalità della succinato deidrogenasi includono il paraganglioma ereditario, disordini ossessivo-compulsivi, emissioni di flatulenze aromatiche e nanismo.
La rimozione di questo enzima dal genoma degli embrioni si è dimostrata letale.